# Kap Murray (Ross-Schelfeis)
Kap Murray ist eine hauptsächlich vereiste, kliffähnliche Landspitze an der Hillary-Küste in der antarktischen Ross Dependency. Das Kap liegt an der Nordseite der Mündung des Carlyon-Gletschers in die Westflanke des Ross-Schelfeises.
Teilnehmer der Discovery-Expedition (1901–1904) unter der Leitung des britischen Polarforschers Robert Falcon Scott entdeckten das Kap. Sie benannten es nach dem schottischen Botaniker George Robert Milne Murray (1858–1911), zeitweiliger Leiter des wissenschaftlichen Stabes der Expedition, der das Forschungsschiff RRS Discovery bis nach Kapstadt begleitet hatte.